# محافظة الوجه
محافظة الوجه هي إحدى محافظات منطقة تبوك في السعودية، وعاصمتها الإدارية مدينة الوجه.

## السكان
بلغ عدد سكان محافظة الوجه (49,948) نسمة حسب تعداد السعودية 2022، عدد السعوديين (37,419)، وعدد غير السعوديين (12,529).